# Alden Sanborn
Alden Ream Sanborn, detto Zeke (Jefferson, 22 maggio 1899 – Charlotte Hall, 1º dicembre 1991), è stato un canottiere statunitense.

## Palmarès

### Olimpiadi
- 1 medaglia:
  - 1 oro (Anversa 1920 nell'otto)